# Meteorus flaviceps
Meteorus flaviceps är en stekelart som först beskrevs av Julius Theodor Christian Ratzeburg 1844.  Meteorus flaviceps ingår i släktet Meteorus och familjen bracksteklar. Inga underarter finns listade i Catalogue of Life.